# 松井栄造
松井 栄造（まつい えいぞう、1918年（大正7年）11月10日 - 1943年（昭和18年）5月28日）は、昭和初期の旧制中等学校野球（現・高校野球）、大学野球の選手（投手、外野手）。左投げ左打ち。

## 略歴
静岡県浜松市出身。1931年（昭和6年）、浜松市立元城小学校時代に全国少年野球優勝大会（戸塚球場）で全国優勝投手となる。愛知県、静岡県の強豪校との激しいスカウト合戦の末、岐阜県の岐阜市立岐阜商業学校（現・岐阜県立岐阜商業高等学校）野球部の後援会長にスカウトされて岐阜商に進学する。1933年（昭和8年）、控え投手兼中堅手で春の甲子園に出場し、決勝戦で完封勝利を挙げ、岐阜県代表校として初の栄冠をもたらす。その後、1935年（昭和10年）春、1936年（昭和11年）夏の大会でも全国優勝し、岐阜商の黄金時代を築いた。その決め球である大きな縦のカーブは1m以上の落差があるといわれ、「三尺」のあだ名がついた。
5年生の夏から肩痛に悩まされ、進学した早稲田大学野球部では打者に転向。「1番左翼」で華麗なバッティングを見せて活躍し、神宮の森を沸かせた。リーグ通算65試合出場、202打数54安打、打率.267。
早稲田大学卒業後、社会人野球の強豪藤倉電線に就職するが、志願して陸軍に入営。歩兵第34連隊の小隊長として江南殲滅作戦に参加。1943年（昭和18年）5月28日午後10時10分、中国湖北省の宜昌県桃家坊で頭部貫通銃創で戦死。享年24。
小学校の一学年上に遠藤忠二郎（浜松一中～大東京～セネタース 投手）、小楠勝仁（浜松一中～早大捕手）が居り三人は同じ田町で家が近所同士だった。また二学年下には1936年、岐阜商業優勝メンバーの一塁手・森田定雄（阪急）が元城小の後輩となる。
財団法人野球体育博物館（現・公益財団法人野球殿堂博物館）の戦没野球人モニュメントにその名が刻まれている。また、岐阜市内の長良川球場には、松井の投球フォームを模した銅像が建てられている。

## 甲子園成績
- 第10回選抜中等学校野球大会（1933年春）・・・優勝

○6-5静岡中、○5-3鳥取一中、○3-0海草中、○4-0広島商、○1-0明石中
　松井はエース広江嘉吉の控えで中堅手として出場していたが、明石中との決勝戦で突如登板を命じられ、見事に期待に応えて完封、優勝投手となった。
- 第11回選抜中等学校野球大会（1934年春）・・・2回戦敗退

○4-2呉港中、●4-5小倉工
　今大会も広江が主戦として活躍し、松井は中堅手で出場した。
- 第12回選抜中等学校野球大会（1935年春）・・・優勝

○11-2徳島商、○5-0島田商、○3-2愛知商、○5-4広陵中
　今大会から名実共にエースとなり、加藤三郎と名バッテリーを組んで2回目の優勝を果たした。
- 第13回選抜中等学校野球大会（1936年春）・・・2回戦敗退

○3-2広島商、●0-2松山商
- 第22回全国中等学校優勝野球大会（1936年夏）・・・優勝

○18-0盛岡商、○4-1鳥取一中、○9-1和歌山商、○7-1育英商、○9-1平安中
　中等学校最後の大会は、他校を寄せ付けない堂々たる戦いぶりで夏の大会初出場初優勝を果たした。松井は盛岡商戦で3本の三塁打を放つ(現在も大会記録）など、投打にわたり活躍した。
なお、選抜での8勝は吉田正男の9勝に次ぐ歴代2位。1933年～36年に岐阜商が挙げた選抜大会11勝の内、1933年の海草中戦および広島商戦、1934年の呉港中戦は広江が完投しており登板なし。